# Григорій (Хомишин)
Блаженний Григо́рій Хоми́шин (у світі Григорій Лукич Хомишин; 25 березня 1867, Гадинківці — 28 грудня 1945, Київ) — єпископ Української греко-католицької церкви; з 19 червня 1904 року — єпископ Станиславівський.
Як католицький ієрарх і діяч, Хомишин відстоював прозахідну орієнтацію, сприяв латинізації обряду. 1916 року пробував увести григоріанський календар, чим викликав великий опір вірних. 1921 року запровадив обов'язковий целібат священників.
Новомученик УГКЦ, репресований більшовиками в 1945 році. 27 червня 2001 зачислений папою Іваном Павлом ІІ до лику блаженних. День пам'яті — 28 грудня.

## Життєпис

### Ранні роки
Хомишин Григорій Лукич народився 25 березня 1867 року в селі Гадинківцях Гусятинського повіту Тернопільського округу, Королівство Галичини і Володимирії, Австро-Угорщина (до 17 липня 2020 — Гусятинського, нині — Чортківського Тернопільської области, Україна) в селянській родині середніх статків. Початкову освіту здобув у місцевій народній школі, згодом закінчив цісарсько-королівську Тернопільську гімназію. У 1888–1893 роках навчався на богословському факультеті Львівського університету. Після закінчення навчального закладу був рукоположений на священника 19 травня, а відтак став катедральним сотрудником у Станиславові. Тогочасний станиславівський єпископ Юліан (Сас-Куїловський), звернувши увагу на талановитого молодого священика, 1893 року відправив його до Віденської богословської академії на п'ятирічні богословські студії «Августинеум» поглиблювати знання з теології, де Григорій Хомишин ґрунтовніше ознайомився з особливостями пастирської діяльності римо-католицьких священників, проник у суть окцидентальної (західної) релігійної ідеології. Про те, що навчання у Відні сильно вплинуло на формування поглядів майбутнього єпископа свідчить його лист митрополиту Андреєві Шептицькому від листопада 1943 року: 
| …При тому всьому не трачу надії, що святий Апостольський Престіл не лишить нас самих в тому страшному положеню. Жию тою надією ще з часу моєї науки у Відни |
У Відні Хомишин здобув ступінь доктора богословських наук і в березні 1899 року повернувся у Станиславів, де протягом 2 років працював на посаді катедрального служителя. Відтак був направлений парохом до міста Коломиї.
Ректор духовної семінарії у Львові (1902–1904).

### Єпископство

#### Австрійський період
У неділю 19 червня 1904 року Митрополит Андрей Шептицький, Перемиський владика Костянтин Чехович і Архієпископ вірменського обряду Йосиф Теодорович, які потягом зі Львова разом з намісником Анджеєм Потоцьким і крайовим маршалком Станіславом Бадені прибули до міста о 10:30, звершили висвячення й інсталяцію новопризначеного Владики у Станиславівській катедрі. Після богослужіння та інших заходів у катедрі відбувся урочистий похід до єпископського палацу, де нового єпископа від імені українців вітав хлібом-сіллю посол сейму Йосиф Гурик. Потім владика вітав з балкону люд, приймав різні делегації. Після полудня в театрі імені Монюшка на честь нового єпископа відбувся концерт. О 3-й год у новому приміщенні семінарії розпочався обід для духовенства, а після концерту в палаці єпископа — обід для представників влади. Тости промовили митрополит Шептицький, владика Хомишин, намісник Потоцький, крайовий маршалок Бадені, митрат о. Фацевич, посол Гурик, посол Буковини Смаль-Стоцький, повітовий маршалок Ценський, радник Каранович, генерал-командувач Фройнд. Архієпископ Теодорович завершив шерег тостів промовою «Любімося!», а намісник Анджей Потоцький подарував новому владиці пару гарних коней.
Як єпископ Станиславівської єпархії, значно розбудував релігійно-суспільне життя: заснував духовну семінарію (1907), почав видавати квартальник для священиків «Добрий Пастир» (1931–1939), перебрав тижневу газету «Нова Зоря», яка стала органом протегованої Хомишиним Української католицької народної партії. З ініціативи Хомишина створено у парафіях мережу читалень «Скала», велася харитативно-допомогова діяльність: Товариство Івана Милостивого, кооператив «Священича Поміч», «Дієцезіальний фонд» тощо.
Хомишин сприяв діяльності різних монаших чинів і згромаджень та релігійних організацій; політично відстоював лінію «нормалізації» з польською державою та постулат автономії українських земель, випустивши брошуру «Українська проблема» (пол. «Problem ukrainski», 1930), згодом відступив від «нормалізаційної політики». У жовтні 1929 у Римі відбулося закладення першого каменю під будову Української Греко-Католицької колегії, на це будівництво папа Пій ХІ виділив 10 млн лір, посвячення здійснював Станіславський єпископ Хомишин з українськими єпископами.

#### Перша світова війна, Українська революція
У роки національно-визвольної революції в Україні після перенесення Української Національної Ради Західно-Української Народної Республіки зі Львова до Станіслава надав приміщення для Національної Ради ЗУНР в Станіславі, брав участь у її засіданнях і нарадах. Активно закликав населення до вступу в Українську Галицьку Армію. Направляв до УГА священників як капеланів для ідеологічного зміцнення військ, виховання солдатів в національному дусі.
Після утворення ЗУНР Григорій Хомишин брав участь у підготовці її малої конституції — «Тимчасового основного закону».

#### Впровадження Католицької Акції
У 1933 році єпископ Григорій Хомишин звернувся до вірних з пастирським листом, у якому обґрунтовував необхідність впровадження Католицької Акції в українському суспільстві, наголошував на занепаді моралі та відповідальності кожного мирянина перед Церквою. У відозві «Організаційні основи католиків» від 21 жовтня 1934 року, єпископ навчав, як організовувати католицькі об'єднання на місцях, вказував на те, що Акція повинна бути аполітичною, але повинна працювати на оздоровлення суспільства і лише таким чином впливати на політичні події. Разом із цією відозвою єпископ сповіщав про створення нового товариства під назвою «Скала», яке мало стати основою для розбудови в Станіславській єпархії ідей Католицької Акції. Відозва і лист про створення нового товариства були розіслані по усіх парафіях єпархії. Крім того, «Скала» отримала свій статут, який теж було розіслано до відома усіх парохів. Від часу отримання парохами листів рекомендувалося змінити офіційну назву читалень, що тоді практично працювали при кожній парафії з «Парохіальна читальня» на «Парохіальна читальня „Скала“», що означало перехід усіх інституцій такого характеру в пряме підпорядкування Головному відділу товариства «Скала» у Станіславові. Статут «Скали» свідчив, що об'єднання мало допомагати у поширені й поглибленні освіти й культури серед українського народу та покращувати його релігійно-моральне життя.
Єпископ надав право товариству «Скала» при кожній парафії закладати читальні, які стали б її інтелектуальним центром. Проти таких нововведень у Станіславській єпархії виступили дві українські організації — «Просвіта» і «Ревізійний Союз Кооперативів», вважаючи, що Г. Хомишин впроваджує нове об'єднання для витіснення вже існуючих. Звичайно, такі думки мали право на існування, бо, скажімо, читальні «Скали» створювали конкуренцію читальням «Просвіти», яку останні розуміли як замах на монополію. Зрештою, Хомишин пояснював, що конкуренція не найгірший чинник розвитку, та й функції і завдання цих організацій були різними, що не заважало розвиватись усім.

### Ув'язнення і смерть
У важких і непевних часах Другої світової війни Григорій Хомишин вважав, що священики за будь-яких обставин повинні залишатися зі своїм народом, він не схвалював тенденції еміграції галицької інтелігенції у західні країни в останні дні перед приходом більшовиків. 26 січня 1944 року у своєму зверненні «До Всечесного духовенства Станіславської дієцезії», він наголосив: 
| ...Не штука грати ролю великих патріотів, сипати могили, виголошувати високопарні патріотичні промови, а при грозячій небезпеці утікати, немов заяці з капусти. Тому під строгою відповідальністю забороняю втікати за границю дієцезії в разі інвазії большевиків |
Після відновлення більшовицької влади в Галичині у 1944 році репресії проти греко-католицької церкви, які тепер очолив полковник КДБ Георгій Карпов, стали ще жорсткішими, ніж були у 1939—1941 роках. Смерть митрополита А. Шептицького 1 листопада 1944 р., що мав великий авторитет, значно спрощувала завдання радянської влади щодо ліквідації Греко-католицької Церкви. Більшовики прагнули серед іншого використати поділ Церкви на орієнталістів та окциденталістів. Рішення про арешт владики Григорія було прийняте 26 березня 1945 р. у Львові. Його звинувачували, зокрема, в антирадянській діяльності. У постанові відзначалося: 
| Будучи ворожо налаштованим проти СРСР, Хомишин з 1930 року вступив на шлях активної антирадянської діяльності, організувавши клерикально-націоналістичну організацію, що мала назву „Українська Народна Обнова“ і її орган „Нова Зоря“ розвернули активну антирадянську і наклепницьку агітацію, закликали український народ лояльно відноситись до польських властей» |
Г. Хомишина звинувачували також в активній співпраці з гітлерівськими окупантами, підтримці проголошеної українськими націоналістами незалежної держави 30 червня 1941 р.: 
| В період окупації Станіславської області, Хомишин, як і більшість підзвітних йому уніатських священиків, зустріли німецьких загарбників, як «визволителів», підтримували їх політику, закликали населення надавати допомогу окупантам. Поряд з тим, Хомишин закликав населення до активної підтримки створеної українськими націоналістами «Самостійної української держави» |
11 квітня 1945 р. «Народний комісар державної безпеки УРСР» та «прокурор Львівської області» затвердили рішення позбавити Г. Хомишина волі. Того ж дня працівник Станіславівського управління Народного комісаріату державної безпеки Свистун отримав ордер № 634 на арешт і обшук єпископа. 10 травня 1945 року після допитів станіславівському єпископові було висунуто обвинувачення, які зводилися до 4 пунктів:
- проводив антирадянську діяльність у період Другої Речі Посполитої;
- займав «капітулянтську» позицію в «польський» період діяльності, «активно допомагав польським реакційним профашистським властям в ополяченні українського населення Західної України, був організатором партії „Українська Національна Обнова“ і товариства „Скала“, через які вів антирадянську агітацію»;
- був колабораціоністом, бо радісно зустрівши німецьких окупантів, Хомишин особисто проявив себе активним їх посібником; пропонував усьому духовенству надавати активну допомогу німцям у їх війні проти Радянського Союзу. У посланнях і відозвах закликав молодь їхати на примусові роботи в Німеччину, віддавав накази духовенству «грабити українське населення»;
- був прихильником утворення самостійної української держави 30 червня 1941 р., агітував священників «йти в ОУН і банди УПА для активної боротьби проти Радянської влади».

Єпископ Г. Хомишин, як засвідчують матеріалам архіву КДБ, був ознайомлений із обвинуваченнями 12 травня 1945 р.
21 грудня того ж року в зв'язку з погіршенням стану здоров'я владику перевели з внутрішньої тюрми НКВД УРСР до лікарні Лук'янівської в'язниці, де 28 грудня 1945 р. він помер. У спеціальному акті лікар Фридберг зазначив, що це трапилося «при явищах наростаючої серцевої слабкості, від старечої дряхлості і аліментарної дистрофії». Проте численні свідки, серед яких Петро Герилюк-Купчинський, підтверджують, що смерть Владики Хомишина настала після тривалих побоїв на допитах.
Місце поховання Єпископа Григорія Хомишина не встановлене. Найімовірніше, тіло поховане на Лук'янівському цвинтарі, який знаходиться недалеко однойменної в'язниці. За іншою, також правдоподібною версією, воно могло бути похованим в урочищі «Биківня» на околиці Києва — відомому місці страти десятків тисяч жертв сталінського режиму.

## Погляди

### Реформа календаря
У 1916 році Григорій Хомишин на території Станиславівській дієцезії запровадив перехід з юліанського на григоріанський календар. Така реформа сталася на тлі подій першої світової війни, коли російська окупаційна влада вивезла до Росії, як заручників, поряд з А. Шептицьким, ще 58 осіб духовного стану, і до осені 1917 року станиславівський єпископ Григорій Хомишин був єдиним присутнім у митрополії владикою. Про намір впровадити новий стиль у підпорядкованій йому дієцезії єпископ оголосив у вузькому колі станиславівської консисторії наприкінці 1915 р. Коли це було доведено до відома львівської та перемишльської консисторій, митрополича консисторія у відповідь підкреслила, що це питання не можна розглядати до повернення А. Шептицького та скликання синоду. Г. Хомишин представляв духовенству й віруючим ідею календарної реформи як власну ініціативу. Хоча О. Барвінський пізніше у своїх спогадах стверджував, що єпископ здійснив її «з понуки генерала-намісника Колярда».
Фактично григоріанський календар діяв у Станиславівській єпархії два роки. Чинність н. ст. у церковній практиці підпорядкованої йому дієцезії Г. Хомишин відмінив розпорядженням від 22 березня 1918 р. У ньому, зокрема, йшла мова про розсилання «Вістників» і «Посланій», виданих під час Першої світової війни, тим парафіям, котрі перебували під російською окупацією й не змогли своєчасно отримати друків єпископату. Послання треба було повністю прочитати вірним з амвона замість проповіді під час богослужень. Заповідалося також дотримуватись усіх відповідних розпоряджень, опублікованих у «Вістниках». Стосовно «Посланія […] о післанництві україньского народа в католицкій Церкві» у розпорядженні підкреслювалося, що його «належить перечитати на разї від початку аж до стор. 16, до слова „правовірні“ включно (тобто до тієї частини єпископського послання, де йшлося про календарну реформу. — О. П.). Все проче аж до кінця не відчитувати прилюдно. Що до розпоряджень, уміщених при кінци сего Посланія з д. 15. Лютого 1916 Ч. 25/орд., обовязують лишень уміщені під 1) 2) і 3) і сї належить оголосити вірним. Всї прочі розпорядженя, видані в тогдашних Вістниках, на разї не обовязують».
Невдача у здійсненні календарної реформи не змінила поглядів Г. Хомишина на календарну справу. За словами Р. Лободича, владика відмінив відповідні розпорядження, та особисто дотримувався н. ст. до кінця своїх днів.

### Запровадження целібату
На конференції ієрархів Греко-католицької церкви 24 серпня 1919 року в Перемишлі було прийнято рішення провести у вересні спеціальне засідання з метою запровадження обов'язкової безшлюбності для священиків митрополії. Воно відбулося у Львові 20 вересня 1919 р. Під час засідання митрополит Андрей Шептицький, єпископи Григорій Хомишин і Й. Коциловський прийняли постанову «всіх кандидатів стану духівного… висвячувати на будуче лишень у безженному стані». Особи, які виступали проти целібату, мали залишати навчання в семінаріях. Однак, як виявилося згодом, тільки Г. Хомишин 1920 р. почав виконувати цю постанову, а А. Шептицький і Й. Коциловський вирішили поки не запроваджувати примусовий целібат на території своїх єпархій.

## Праці
Єпископ Григорій Хомишин залишив після себе велику інтелектуальну богословську спадщину, статті в періодиці та понад 30 пастирських листів і послань:
- Відозви:
  - До Всечесного духовенства і Вірних Станіславської єпархії[15][16], О пресі як дуже важній збруї нинішної доби[17], Про організаційні основи католиків[9];
- Пастирські листи:
  - Духовенство і світська влада[18] Про часте і щоденне св. Причастя (1910); Про політичне положення українського народу в польській державі (1931)[19]; Про завдання священичого стану в святій Католицькій церкві (1939)[20], Національна чи об'явлена віра?[21], Про візантийство[22], Про грозячі небезпеки[23], Про большевицьке переслідування релігії[24], Пекучі справи сучасности[25], Про поширюване Божого царства у нутрі душ[26], Про грозу духової руїни[27], До Всечесного духовенства і вірних Станиславівської дієцезії (1941)[28]
- Пастирські послання:
  - В переломову добу історії українського народа з нагоди торжества Йорданського (1919)[29], О Дусі віри (1913)[30], О Сліпоті Душевній[31], О Послусі канонічнім[32], О Допустах Божих в часі війни[33], О Післанництві українського народа в Католицькій церкві[34], О Подвигах за добрі і святі справи[35],
- праця Про Найсвятішу Євхаристію (1912);
- Набоженьство до Найсвятішого Серця Господа нашого Ісуса Христа. Підручник для священиків (1920);
- праця Парафіяльна Місія (рукопис перед ІІ Світовою війною, вперше видана 1999);
- статті:
  - Справи целібату[36], Боротьба проти «Скали»[37], Головні напрямні для товариства «Скала» і парохіяльних читалень[38], До Всечесного духовенства і вірних єпархії Станіславської[39], З останніх літ. Мої спомини і рефлексії.[40], Мій погляд на Українську Народну Обнову[41], Моя відповідь УНДО-ві згл. Українській Парламентарій Репрезентації[42], Про конечність умертвлення і самозаперечення для духовного висвободження[43].
- книги:
  - Українська Проблєма (1932)[44], Парафіяльна місія[45], Два Царства[46].

## Вшанування пам'яті
- Є молитва до Блаженного Мученика Григорія Хомишина.
- На честь владики названі Чортківська дяківсько-катехитична академія (заснована 1992 року), та парафіяльна катехитична школа у смт. Більшівці під Галичем.
- 29 листопада 2012 року вулицю Гімназійну І в Івано-Франківську перейменовано на честь Григорія Хомишина.
- Встановлено 2 пам'ятники блаженному Григорію Хомишину — у родинному селі Гадинківцях та місті Чорткові.
- На фасаді Івано-Франківської катедри УГКЦ встановлено пам'ятну таблицю.

## Беатифікація
27 червня 2001 зачислений папою Іваном Павлом ІІ до лику блаженних.